# フナフティ島
フナフティ島（フナフティとう、英語: Funafuti Island）は、ツバルを構成する環礁の1つで、ツバルの首都が置かれている。1つの島ではなく、フナフティ環礁（フナフティ環礁）などとも呼ばれる。古い片仮名転記ではフナフチとも表記した。

## 概要
ツバルの陸地の総面積は約26 km2であるのに対し、フナフティ島の総面積は約2.4 km2と、国土面積の約1割を占める。ただしフナフティ島と言っても1つの島ではなく、約30の小島から成る環礁を形成しており、幅20 m〜400 mの細長い島が、礁湖の周りを取り囲むように並んでいる。環礁全体の大きさは、長さが最大18 km、幅が最大14 kmに及ぶ。礁湖の面積は275 km2とツバルで最大を誇り、島の総面積の100倍を超える。漁業が営まれている。また、細々とだが農業も行われており、バナナなどが栽培されている。ただ、海水の平均温度上昇に伴って発生する、海水の熱膨張などが原因で平均潮位が高い傾向が続き、海岸浸食が発生しており、海没の可能性も言われている。なお、ツバルは熱帯雨林気候であり充分な降水が見られるものの、平坦な土地であるため、位置エネルギーを利用した一般的な水力発電は難しく、フナフティ島で消費される大部分の電力は火力発電に依存している。人口は6,716人（2017年国勢調査）で、総人口の約6割が居住している。その中でもフォンガファレ島のファカイフォウ、セナラ、アラピの3村の合計は3,815人で環礁の約6割を占め、1村あたり総人口の約1割が居住している計算になる。

## 地理

### フナフティ環礁の島と集落
人口は2017年の数値である。
- アマトゥク島
  - アマトゥク - 人口109人
- アバラウ島
- ファラオイゴ島
- ファレ・ファトゥ島（ファレファトゥ島）
- ファタト島
- フォンガファレ島（英語版）
  - ファカイフォウ - 人口1,345人
  - セナラ - 人口1,144人
  - アラピ - 人口13,26人
  - ヴァイアク - 人口500人
  - ロフェアガイ - 人口898人
  - テオネ - 人口721人
  - テカバトエトエ - 人口668人
- フアファトゥ島
- フアゲア島
- フアレフェケ島（フアリフェケ島）
- フアロパ島
- フナファラ島（英語版）
  - フナファラ - 人口5人
- フナマヌ島（英語版）
- ルアモトゥ島
- マテイカ島
- モトゥギエ島
- モトゥロア島（英語版）
- ムリテファラ島
- ヌクサバレバレ島（英語版）
- パパ・エリゼ島（フナンゴンゴ島）
- プカサビリビリ島（英語版）
- テ・アフアフォウ島（英語版）
- テ・アフアリク島（英語版）
- テファラ島（英語版）
- テレレ島
- テンガス島
- テプカ島（英語版）
- テプカ・ビリ・ビリ島（英語版）
- ツタンガ島
- バサフア島（英語版）
- この他に5つの小島を含む。

## 気候
ケッペンの気候区分では熱帯雨林気候（Af）に属する。なお、風は東寄りの貿易風が卓越する。
| フナフティの気候             | フナフティの気候 | フナフティの気候 | フナフティの気候 | フナフティの気候 | フナフティの気候 | フナフティの気候 | フナフティの気候 | フナフティの気候 | フナフティの気候 | フナフティの気候 | フナフティの気候 | フナフティの気候 | フナフティの気候  |
| 月                           | 1月              | 2月              | 3月              | 4月              | 5月              | 6月              | 7月              | 8月              | 9月              | 10月             | 11月             | 12月             | 年                |
| ---------------------------- | ---------------- | ---------------- | ---------------- | ---------------- | ---------------- | ---------------- | ---------------- | ---------------- | ---------------- | ---------------- | ---------------- | ---------------- | ----------------- |
| 最高気温記録 °C （°F）       | 33.8 (92.8)      | 34.4 (93.9)      | 34.4 (93.9)      | 33.2 (91.8)      | 33.9 (93)        | 33.9 (93)        | 32.8 (91)        | 32.9 (91.2)      | 32.8 (91)        | 34.4 (93.9)      | 33.9 (93)        | 33.9 (93)        | 34.4 (93.9)       |
| 平均最高気温 °C （°F）       | 30.7 (87.3)      | 30.8 (87.4)      | 30.6 (87.1)      | 31.0 (87.8)      | 30.9 (87.6)      | 30.6 (87.1)      | 30.4 (86.7)      | 30.4 (86.7)      | 30.7 (87.3)      | 31.0 (87.8)      | 31.2 (88.2)      | 31.0 (87.8)      | 30.8 (87.4)       |
| 日平均気温 °C （°F）         | 28.2 (82.8)      | 28.1 (82.6)      | 28.1 (82.6)      | 28.2 (82.8)      | 28.4 (83.1)      | 28.3 (82.9)      | 28.1 (82.6)      | 28.1 (82.6)      | 28.2 (82.8)      | 28.2 (82.8)      | 28.4 (83.1)      | 28.3 (82.9)      | 28.2 (82.8)       |
| 平均最低気温 °C （°F）       | 25.5 (77.9)      | 25.3 (77.5)      | 25.4 (77.7)      | 25.7 (78.3)      | 25.8 (78.4)      | 25.9 (78.6)      | 25.7 (78.3)      | 25.8 (78.4)      | 25.8 (78.4)      | 25.7 (78.3)      | 25.8 (78.4)      | 25.7 (78.3)      | 25.8 (78.4)       |
| 最低気温記録 °C （°F）       | 22.0 (71.6)      | 22.2 (72)        | 22.8 (73)        | 23.0 (73.4)      | 20.5 (68.9)      | 23.0 (73.4)      | 21.0 (69.8)      | 16.1 (61)        | 20.0 (68)        | 21.0 (69.8)      | 22.8 (73)        | 22.8 (73)        | 16.1 (61)         |
| 降水量 mm （inch）           | 413.7 (16.287)   | 360.6 (14.197)   | 324.3 (12.768)   | 255.8 (10.071)   | 259.8 (10.228)   | 216.6 (8.528)    | 253.1 (9.965)    | 275.9 (10.862)   | 217.5 (8.563)    | 266.5 (10.492)   | 275.9 (10.862)   | 393.9 (15.508)   | 3,512.6 (138.291) |
| 平均降水日数 （≥1.0 mm）     | 20               | 19               | 20               | 19               | 18               | 19               | 19               | 18               | 16               | 18               | 17               | 19               | 223               |
| % 湿度                       | 82               | 82               | 82               | 82               | 82               | 82               | 83               | 82               | 81               | 81               | 80               | 81               | 82                |
| 平均月間日照時間             | 179.8            | 161.0            | 186.0            | 201.0            | 195.3            | 201.0            | 195.3            | 220.1            | 210.0            | 232.5            | 189.0            | 176.7            | 2,347.7           |
| 平均日照時間                 | 5.8              | 5.7              | 6.0              | 6.7              | 6.3              | 6.7              | 6.3              | 7.1              | 7.0              | 7.5              | 6.3              | 5.7              | 6.4               |
| 出典：Deutscher Wetterdienst |                  |                  |                  |                  |                  |                  |                  |                  |                  |                  |                  |                  |                   |

## 政治

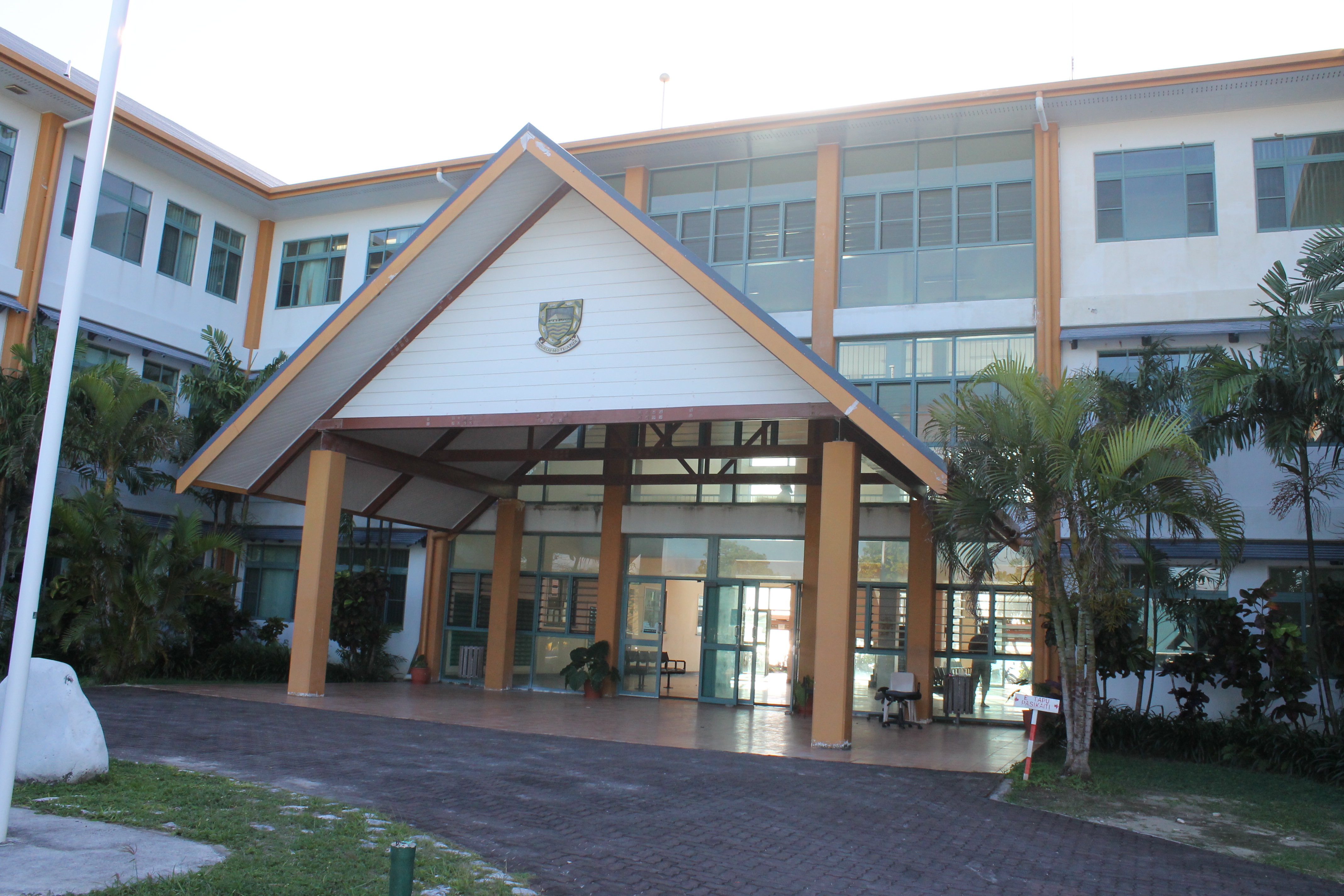
バイアクにある政府機関官庁

イギリスの国王を君主とする立憲君主制を採っている。

### 政府機関
首都とは言え、都市と呼べる大規模な街は無く、集落と言った程度である。フォンガファレ島が最も人口の集中した場所であり、島内人口は4000人と推計されている。島民はポリネシア人がほとんどを占める。公用語として英語とツバル語が用いられている。フォンガファレ島のバイアクと言う集落に政府・行政機関が集中しており、ツバルの首都は「フォンガファレ」あるいは「バイアク」とされることもある。

## 施設
唯一の国際空港であるフナフティ国際空港が設置されており、フナフティには行政官庁やホテルが集中している。また、基幹産業である漁業に関連して、ツバル国営漁業公社も有る。

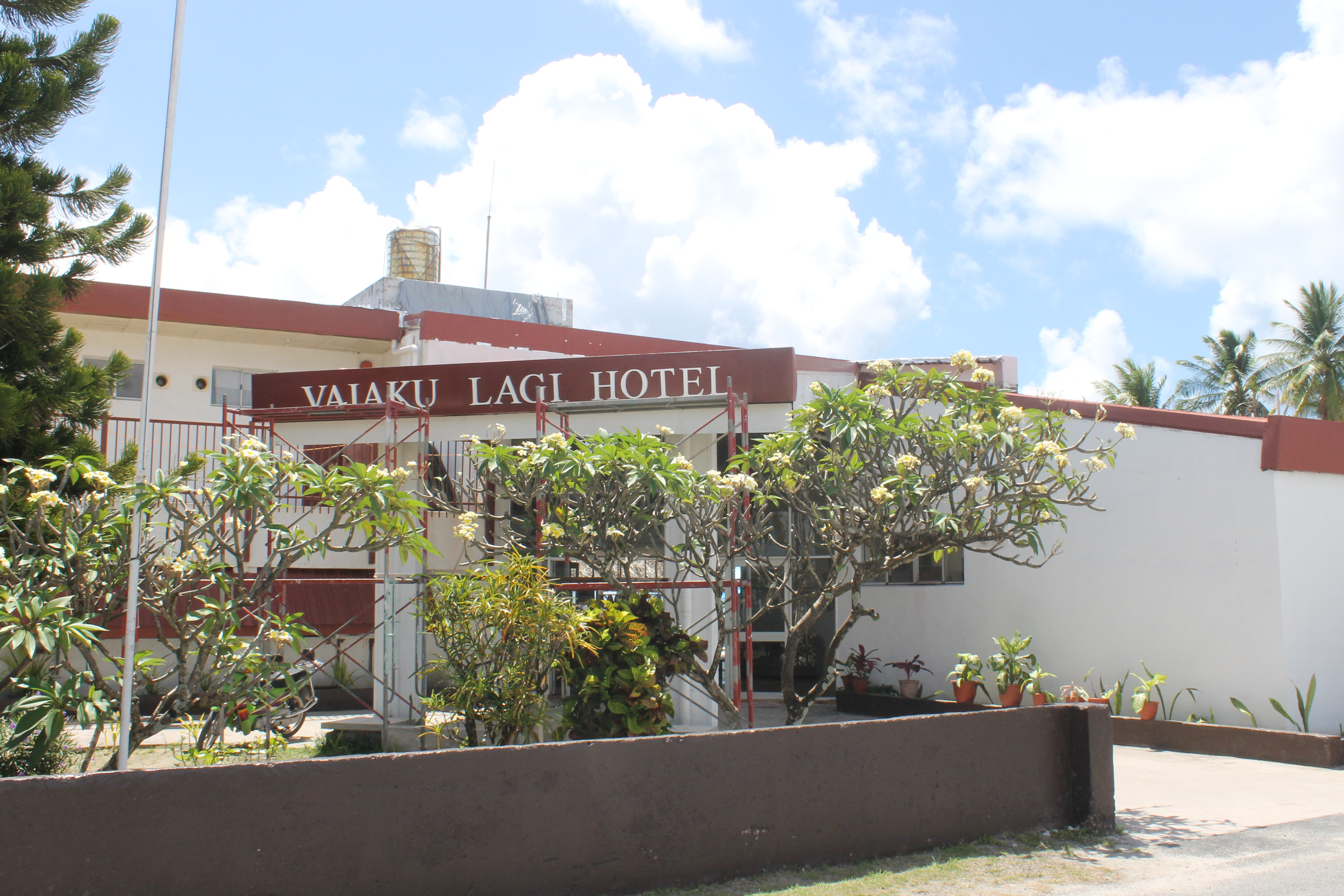
ツバル国営のバイアク・ラギ・ホテル
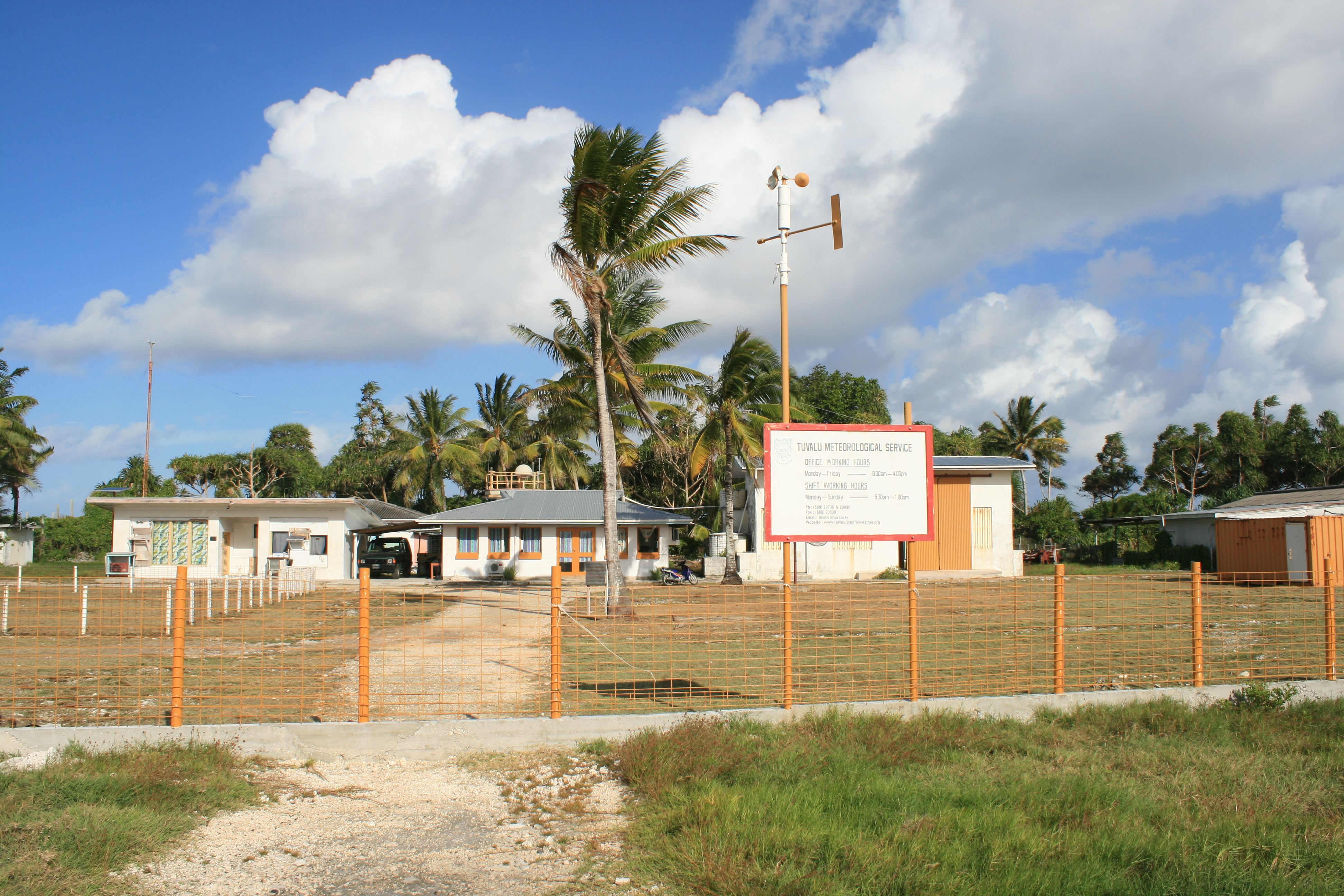
ツバル気象施設
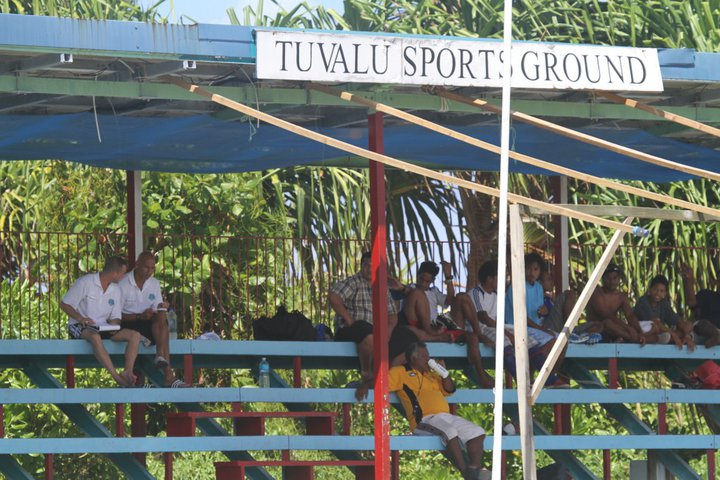
ツバルスタジアム

### 外国公館
- 在ツバル中華民国大使館

### 金融機関

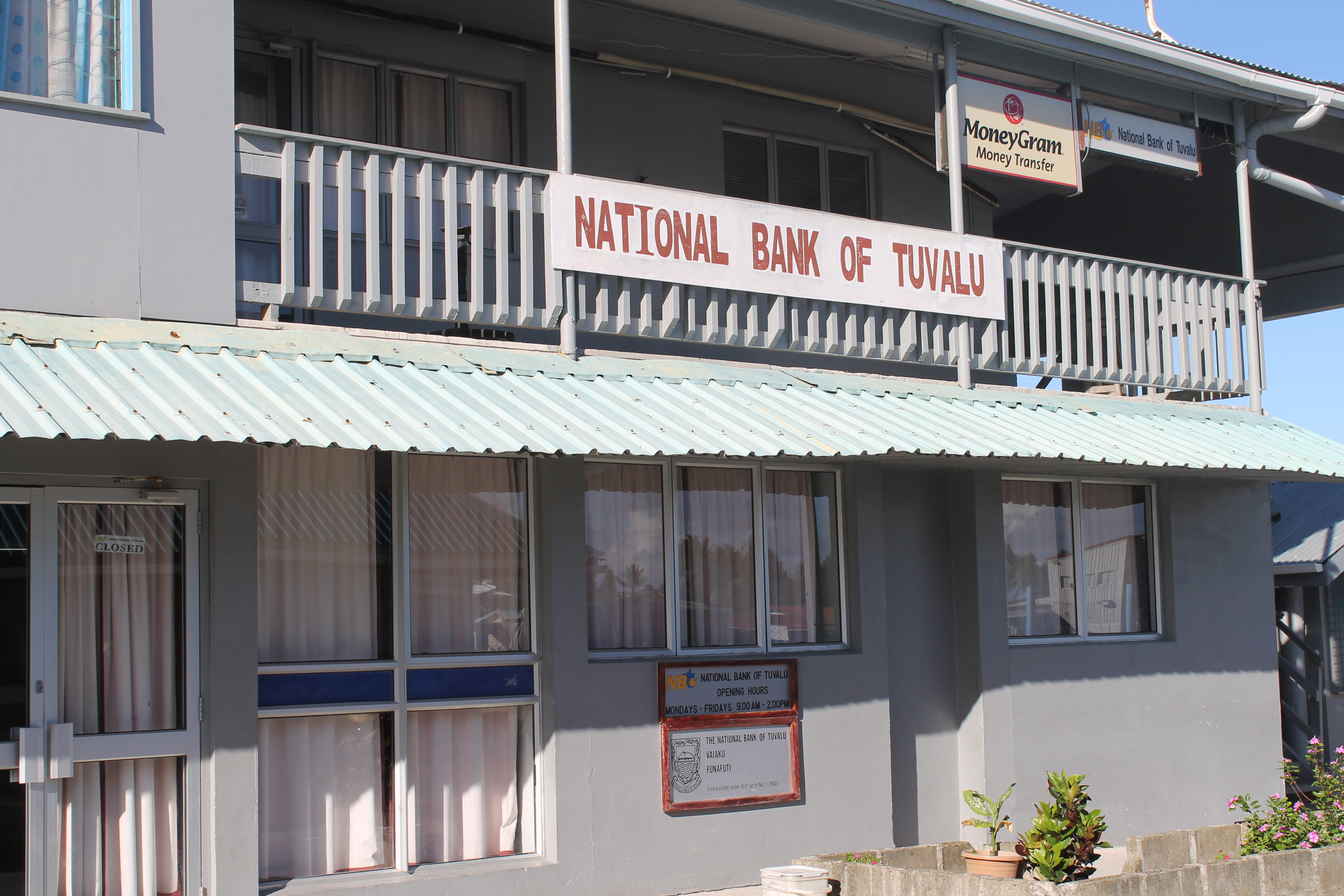
ツバル国際銀行

- ツバル国際銀行 - オーストラリアドルを通貨として使用している[2][5]。
- ツバル郵趣局（英語版） - 郵趣のための記念切手を発行し、通信販売を行ってきた[2]。

## 通信

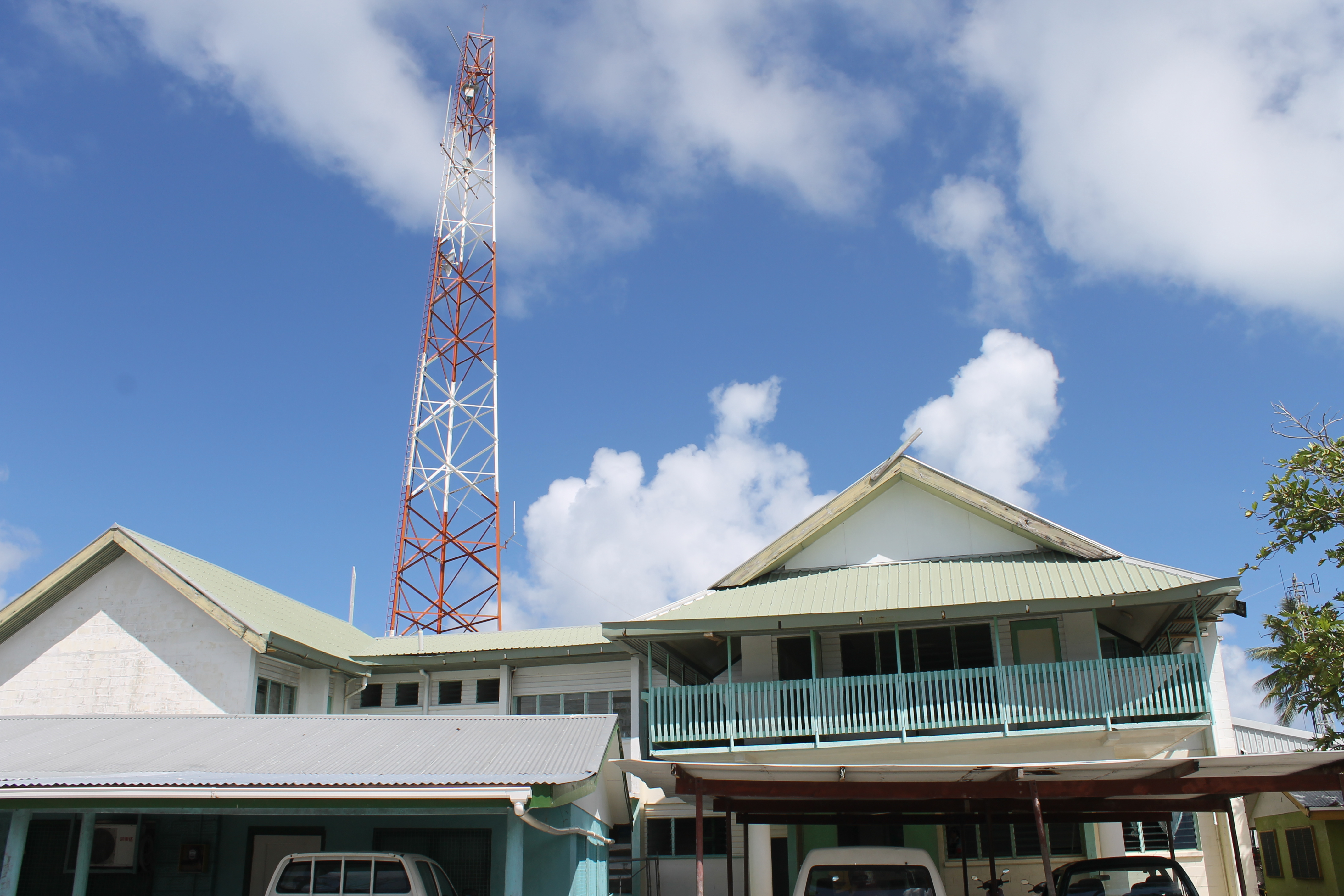
ツバル電信局

ツバルのドメインは「tv」だが、1999年から貸与して収入を得ている。

## 教育

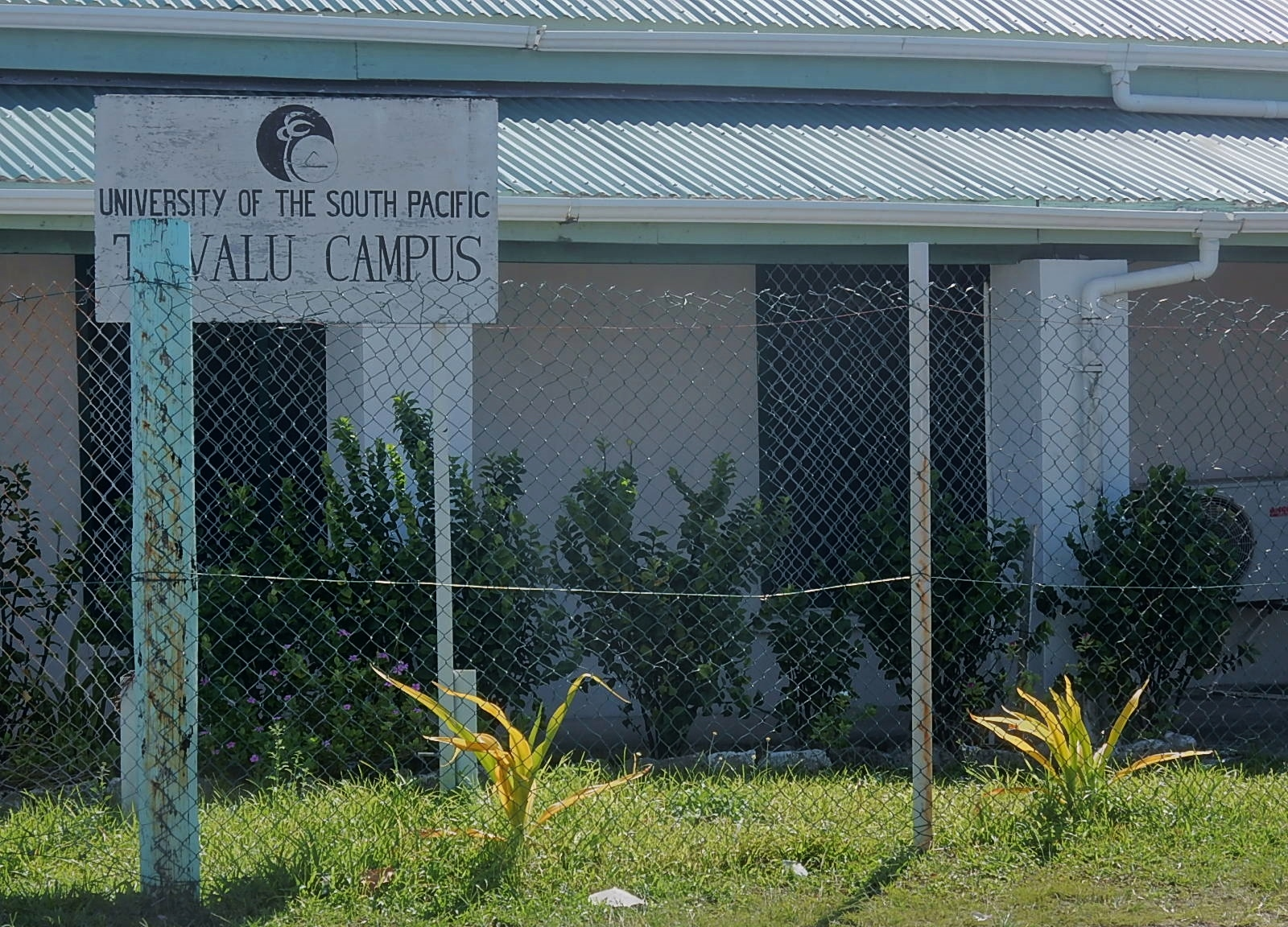
南太平洋大学 ツバルキャンパス

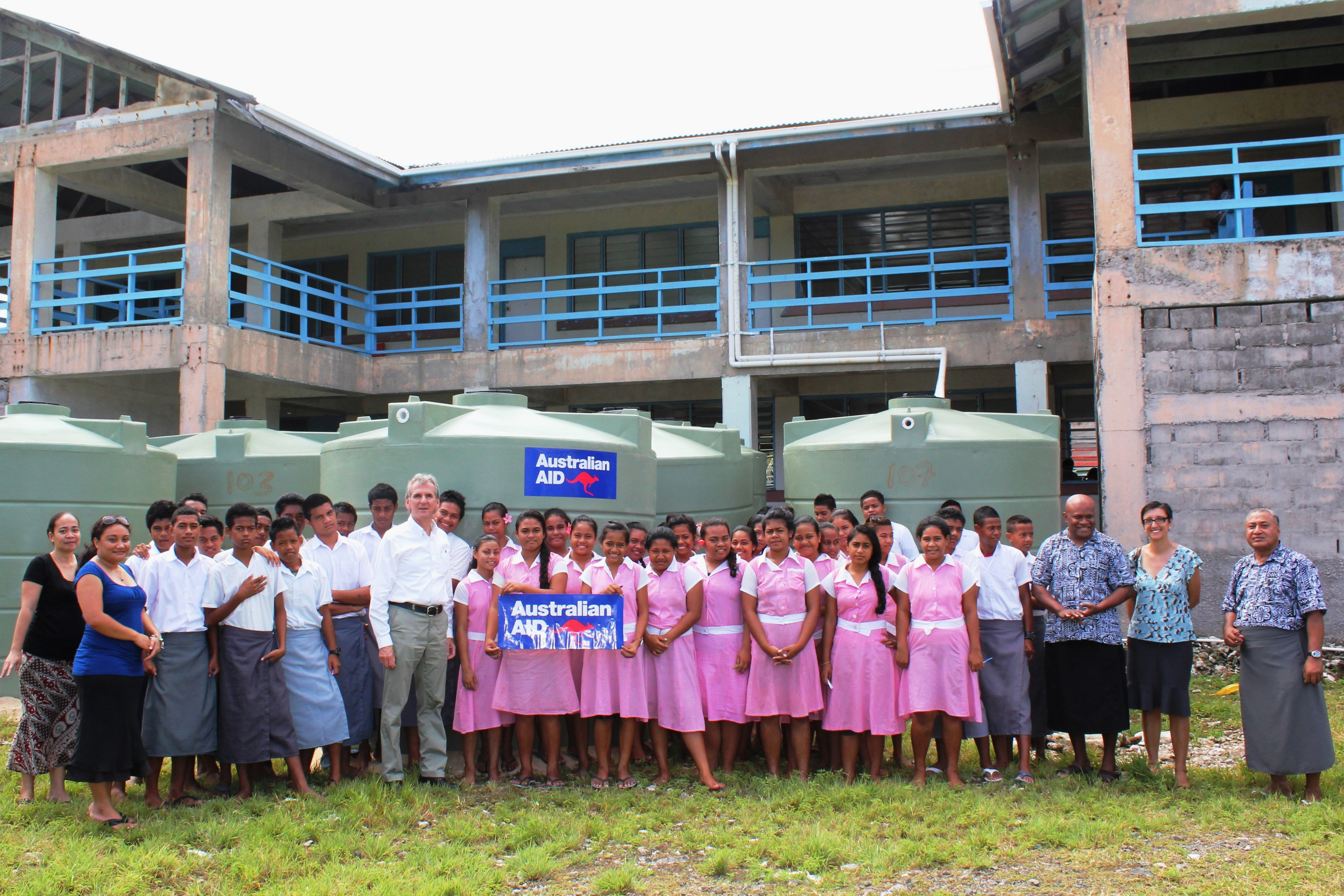
フェツバル中高一貫校

### 大学
- 南太平洋大学 ツバルキャンパス

### 中等教育
- フェツバル中高一貫校

## 交通

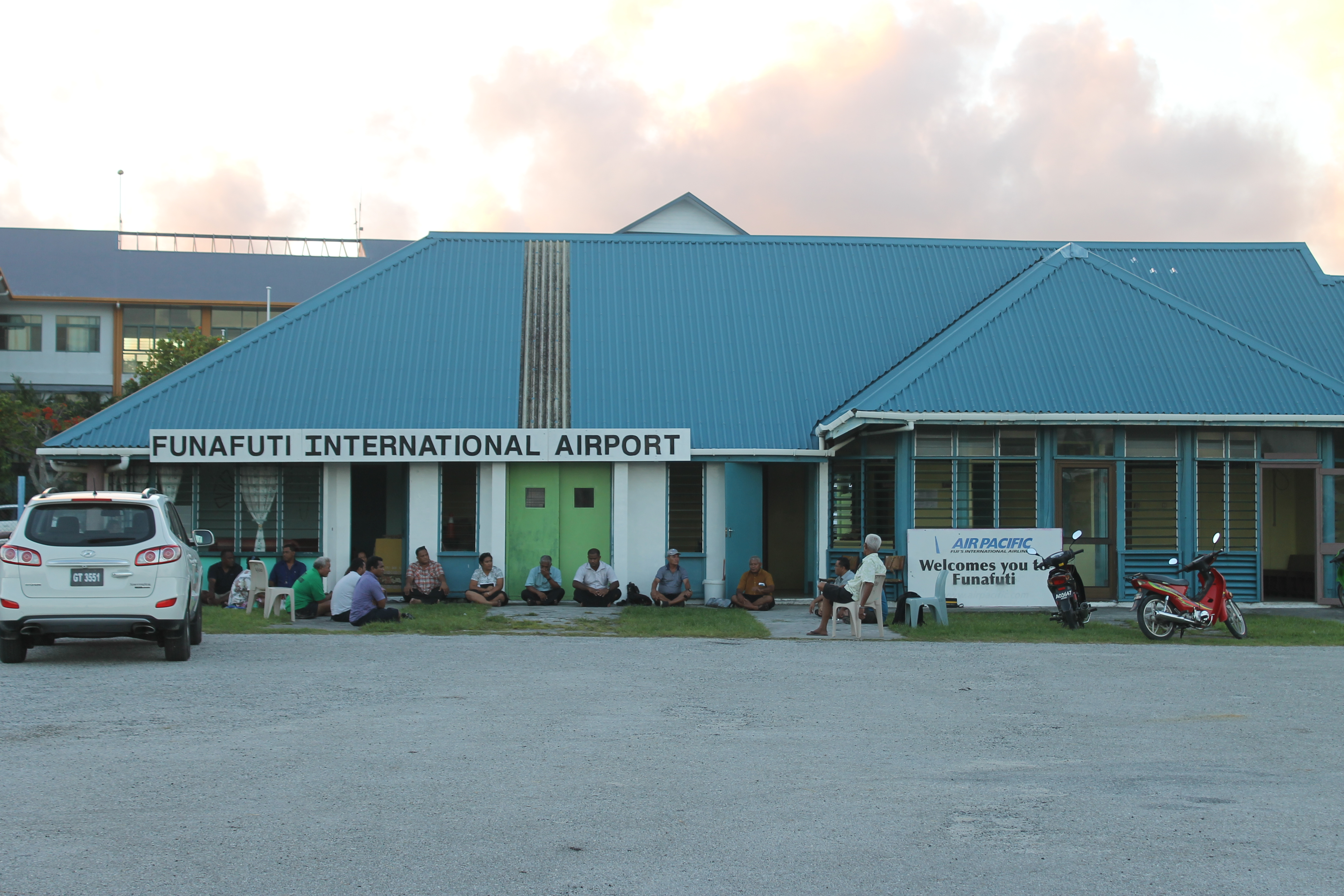
フナフティ国際空港の発着ロビーの有る建物。

### 空港
フナフティ国際空港は、第2次世界大戦時の1943年に、大日本帝国海軍と対峙していたアメリカ海軍工兵が建設した軍用飛行場を起源としている。約1500 mの滑走路1本を擁する。